# Kyykkä
Le kyykkä, aussi appelé quilles finlandaises ou quilles de Carélie, est un jeu centenaire dont le principe est de jeter une batte en bois sur des quilles pour les faire sortir du carré de jeu, en un minimum de lancers. Le kyykkä peut être joué en équipe de 4, de 2 ou seul.

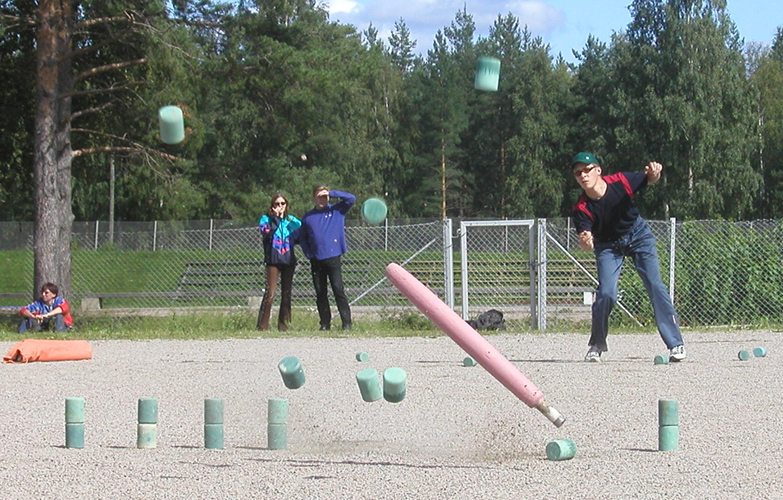
Champion de Finlande individuel homme en 2007, Mika Peiponen (Nurmes Skittles Club), jouant au Championnat de Finlande à Äänekoski, en 2003.

## Histoire
En 1894, I. K. Inha, un écrivain et photographe finlandais, écrit dans son journal, pendant son voyage en Carélie blanche, que le jeu qu'il a découvert a quasiment disparu et qu'il est joué uniquement dans des villages reculés. Les gens connaissent le jeu en Carélie autour du lac Ladoga, à Suojärvi et à Salmi. Le jeu était également connu dans l'isthme de Carélie et en Ingrie,.
Après les campagnes finlandaises de l'Est en 1918-1920, les populations qui ont migré en Finlande jouaient au kyykkä pendant les festivals d'été.
En 1951, il y eut un mouvement de revitalisation du kyykkä avec l'approbation du président Urho Kekkonen. Un ensemble de règles et un système de score furent créés, en s'inspirant des règles traditionnelles de Carélie.
L'Association des quilles de Carélie a été créée en 1986. En 1993, le nom fut changé en Association des quilles finlandaises. Elle est membre de la fédération des sports finlandais (Suomen Liikunta ja Urheilu), une fédération sportive non-gouvernementale qui regroupe plus d'un million de Finlandais.
Le président de l'Association des quilles finlandaises est Jyrki Juvonen.

## L'histoire de la compétition
Entre 1951 et 1961, le championnat finlandais pour les équipes masculines s'est tenu à Seurasaari, Helsinki. Depuis 1961, la compétition a lieu avec les festivals d'été de Carélie. L'épreuve individuelle masculine a été ajoutée au programme en 1954 mais les premières médailles n'ont été décernées qu'en 1964 quand le sport est devenu officiellement un championnat. En 1971, la première médaille en individuel vétéran (plus de 60 ans) a été décernée. Enfin en 2005, la possibilité de jouer en équipe de deux hommes est apparue.
Le premier championnat féminin a eu lieu en 1973. La création des équipes féminines de deux date de 1980.

## Le kyykkä aujourd'hui
De mai à octobre, les membres de l'association organisent des tournois nationaux (entre 20 et 30 tournois), des championnats régionaux et locaux à travers la Finlande. 
Lors des championnats de kyykkä, il y a des épreuves pour équipes masculines, duos (hommes, femmes et vétérans) et individuel (homme, femme, vétéran et junior). De plus, il y a un championnat en salle pendant l'hiver pour équipes masculines, duos femmes et individuel.
Afin d'atteindre le niveau du championnat national, les joueurs doivent atteindre au moins deux fois un score pendant la saison précédente : 23 pour les hommes, 15 pour les femmes.
Chaque année, se tient un championnat nordique, soit en Finlande, soit en Suède, où l'on peut assister à un match entre les deux pays. Le kyykkä est essentiellement joué en Finlande mais il existe une demi-douzaine de clubs suédois, un grand club en Estonie et une certaine activité en Russie. 
Pendant l'été, le kyykkä est joué sur un terrain de gravier, qui est la surface officielle. Pendant l'hiver, on joue à l'intérieur sur gravier mais on peut aussi jouer dehors sur de la neige tassée ou de la glace.
Il y a beaucoup d'activité en dehors de la fédération l'hiver, en particulier dans les universités. En février, l'une des plus grandes compétitions étudiantes, le championnat mondial académique de quilles, est organisée sur le parking de l'université technologique de Tampere. Malgré son nom, le tournoi n'a pas le statut d'un championnat mondial. Le kyykkä est également joué à l'université de technologie de Lappeenranta et à l'université d'Oulu.

## Vocabulaire du kyykkä
Mégère = une quille dans le carré de jeu ou sur la ligne avant, vaut deux points.
Prêtre = une quille sur la ligne de fond ou sur une ligne latérale, vaut un point. 
Intrus = une quille en avant du carré de jeu, vaut deux points. 
Kona = la ligne de quilles, empilées deux à deux sur la ligne avant du carré de jeu. 
Raté = un lancer qui n'entraîne aucune quille en dehors du carré de jeu. Le lancer peut ne toucher aucune quille ou en toucher mais n'en faire sortir aucune.
Il existe quelques termes officieux comme : 
Brochet (argot étudiant) = lancer qui ne touche aucune quille.
Tour = deux quilles empilées l'une sur l'autre.

## Règles du jeu
Le terrain de jeu
Le kyykkä extérieur se joue sur une surface en gravier aussi plate que possible. Le terrain avec les bordures mesure 7 mètres de large pour 22 mètres de longueur. Il est composé de deux carrés de 5 mètres de côté séparés par une zone de 10 mètres de longueur. Pour les moins de 10 ans, le carré fait 3 mètres de côté et la zone de séparation fait 6 mètres. Les équipes jouent sur les quilles du carré opposé à leur base.
Les quilles
Les quilles sont des cylindres de bois de 10 cm de hauteur pour 7 à 7,5 cm de diamètre. Au début de la partie, des paires de quilles empilées sont placées sur la ligne avant du carré (celle en commun avec la zone de 10 mètres). Pour le jeu en équipe, vingt paires de quilles sont disposées à plus de 10 cm des lignes latérales. Pour le jeu individuel, dix paires de quilles sont disposées à 1,25 m des lignes latérales. Sur les terrains pour enfant, la marge est de 25 cm et le nombre de paires de quilles est de 10. Dans tous les cas, les tours sont espacées d'environ 25 cm.
Les battes
Les battes sont en bois, arrondies et équipées d'une poignée. Leur longueur maximum est de 85 cm et leur diamètre maximum est de 8 cm. Il n'y a pas de limite pour leur poids.
La distance de lancer
En dessous de 8 ans, les enfants lancent toujours à une distance de 4 mètres. En dessous de 10 ans, les lancers d'ouverture se font à 6 m, les autres lancers à 4 m. En dessous de 12 ans (terrain de taille adulte), les lancers d'ouverture se font à 8 m, les autres lancers à 6 m. En dessous de 15 ans, les lancers d'ouverture se font à 10 m, les autres lancers à 8 m.
Les femmes font les lancers d'ouverture à 10 m et les autres lancers à 8 m. Les hommes font leurs lancers d'ouverture à 15 m et les autres lancers à 10 m.
Les femmes vétérans (>70 ans) font tous leurs lancers à 8 m. Les hommes vétérans (>70 ans) font tous leurs lancers à 10 m.
Le déroulement du jeu
Le kyykkä peut être joué en équipe de 4, en duo ou en individuel. En individuel, le joueur peut utiliser 4 battes par tour. En équipe, chaque joueur a deux battes. Tous les joueurs jouent les uns après les autres avant de passer la main à l'équipe adverse.
Chaque joueur lance sa batte en direction du carré opposé pour frapper les quilles. Tant qu'une quille n'est pas sortie du carré, le joueur reste à la distance des lancers d'ouverture. Une fois qu'une quille est sortie, les joueurs peuvent se rapprocher.
Les quilles sorties et les battes non utilisées rapportent des points ; les quilles restant dans le carré de jeu enlèvent des points. Une mégère enlève deux points, un prêtre enlève 1 point et une batte non utilisée rapporte un point.
La première manche se termine quand un carré ne comporte plus de quilles. L'adversaire peut continuer de jouer pour lancer le même nombre de battes que celui qui a terminé. Après le compte des points, les joueurs changent de côté et la partie reprend. L'équipe qui a marqué le plus de points est déclarée gagnante.
En individuel, 20 battes peuvent être utilisées par manche.